# Parco nazionale di Dudhwa
Il parco nazionale di Dudhwa si trova nel Terai, territorio dell'Uttar Pradesh, in India, e copre un'area di 490 km², con un'area di pre-parco di quasi 124 km², al confine tra l'India e il Nepal. L'area protetta è stata fondata nel 1958 come Santuario della fauna selvatica (Wildlife Sanctuary), mentre nel 1977 è stato  istituito il parco nazionale. Dal 1988 è stato riconosciuta la riserva della Tigre Dudhwa (Dudhwa Tiger Reserve), che copre un'area maggiore rispetto al parco nazionale.

## Territorio
Il margine settentrionale del parco nazionale di Dudhwa corre lungo il confine indo-nepalese, mentre a sud è delimitato dal confine naturale creato dal fiume Suheli.
Il parco si trova ai piedi dell'Himalaya, a circa 10 km dalla città più vicina, Palia, in cui sono presenti tutti i servizi essenziali, mentre la sede del parco si trova a Lakhimpur (Kheri).

## Clima
Come il resto del nord dell'India, anche nel parco di Dudhwa si riscontra un tipo di clima estremo. Le estati sono calde con temperature che arrivano fino ai 40 °C, mentre durante gli inverni, la temperatura oscilla tra i 20 e i 30 °C. La piovosità media annua è di 1.600 mm.
Il parco è visitabile da metà novembre a metà giugno, ma il periodo migliore è tra febbraio e aprile.

## Flora
Dudhwa è punteggiato da ampie distese di praterie, intervallate da fitte foreste di Shorea e acquitrini.
La vegetazione dominante del parco è data da Shorea robusta, Terminalis tomentosa, Adina cordifolia, Eugenia jambolana, Terminalia belerica, Bombax malabaricum e Dalbergia sissoo e altre specie.
I boschi del parco nazionale ricordano le foreste di Bardia, una regione del Nepal, per la presenza di Shorea robusta, alti termitai, macchie di foresta fluviale e grandi radure.
Il parco nazionale Dudhwa è il regno di uno dei migliori legni di Shorea di tutta l'India. Alcuni di questi alberi sono secolari: sono presenti esemplari con più di 150 anni e oltre 70 metri di altezza.

## Fauna
La varietà degli ambienti del parco si rispecchia in una grande varietà faunistica.
Nel 1976, il parco contava una popolazione di 50 tigri, 41 elefanti asiatici e 76 orsi oltre a cinque specie di cervi, più di 400 specie di uccelli, coccodrilli e altre specie di mammiferi e rettili. Oggi come ieri, le attrazioni principali del parco sono i barasinga (popolazione di oltre 1.600 esemplari) e la tigre (popolazione di 98 esemplari nel 1995). Il parco è famoso per gli sforzi compiuti da Billy Arjan Singh, leader ambientalista indiano, fondamentali per il riconoscimento di Dudhwa come santuario del Cervus duvauceli. Singh si è anche impegnato con successo nella reintroduzione di tigri e leopardi nati e cresciuti in cattività nella selvaggia Dudhwa.
Alcune specie assai rare vivono al suo interno, come il coniglio ispido, un mammifero lagomorfo marrone scuro che si credeva estinto, riscoperto nel 1984.
Per quanto riguarda gli ungulati, i laghi del parco offrono l'opportunità di osservare dalle varie postazioni per il birdwatching disseminate nel parco l'abbeverata del cervo porcino e del barasinga, presente in branchi di centinaia di capi che si spostano nelle praterie. Nel parco sono presenti anche il sambar, il muntjac e il cervo chital.
Tra le altre specie di interesse ricordiamo: l'orso labiato, il tasso del miele, lo sciacallo, il gatto della giungla, il gatto del Bengala, il gatto viverrino, lo zibetto. 
Sono inoltre presenti i rinoceronti indiani, reintrodotti a metà degli anni ottanta nel Dudhwa prendendo esemplari da Assam e dal Nepal, nonché varie specie di uccelli.

### Uccelli
Il parco protegge una ricca avifauna che conta oltre 350 specie, tra cui Francolinus gularis, Mulleripicus pulverulentus e il florican del Bengala. 
Dudhwa vanta in particolare una buona varietà di uccelli migratori e che si stabiliscono nelle zone umide del parco durante l'inverno e rendono spettacolare il birdwatching. Tra gli uccelli del parco nazionale ricordiamo, tra gli altri: Mycteria leucocephala, Ephippiorhynchus asiaticus, Ciconia episcopus, Grus antigone, picchi, Megalaimidae, il martin pescatore, Pericrocotus, Meropidi, Pycnonotidae, e vari predatori notturni come gufi e civette.

## Accesso
Per arrivare al Parco nazionale di Dudhwa:
- in automobile: guidare per 8-9 ore da Delhi
- in treno e auto: prendere il treno per Shahjehanpur e poi l'auto fino a Dudhwa (3 ore).
- in aereo e auto: volare a Lucknow e guidare fino a Dudhwa (245 km, circa 6 ore).

Le stazioni ferroviarie più vicine al Parco nazionale si trovano a: Dudwa (4 km.), Palia (10 km.), Mailani (37 km.)
L'aeroporto più vicino è quello di Lucknow, Dhangarhi (Nepal, 35 km.)